# Jambon de l'Ardèche
Jambon de l'Ardèche est une marque de certification bénéficiant d'une IGP identifiant commercialement une transformation charcutière de jambons frais de porcs produits dans l'Union européenne et reprenant le savoir-faire charcutier traditionnel des secteurs d'altitude de l'Ardèche. La transformation des cuisses doit se faire au sein de certaines communes de ce département. Le climat spécifique, les méthodes charcutières mises en œuvre, ont la particularité de donner au produit fini un goût prononcé de viande, ainsi qu'une légère saveur de châtaigne. 

## Présentation
Le jambon sec Jambon de l'Ardèche est issu de cuisses de porcs. Il a fallu près de 10 ans à ces défenseurs, entre autres l'A.D.P.P.C.A (Association de Défense et de Promotion des Produits de Charcuterie de l’Ardèche), pour faire reconnaître ce produit. Le 13 novembre 2010, la dénomination Jambon de l'Ardèche est enregistrée comme Indication géographique protégée (IGP). Un cahier des charges attaché définit les conditions de transformation de ce jambon et répertorie la liste des 212 communes dans lesquelles la mise en transformation peut se réaliser. Ces communes ont la particularité d'être situées dans la partie montagneuse du département l'Ardèche; le climat y étant propice à la réalisation de salaisons.

## Provenance des produits agricoles mis en transformation
Les pièces de viandes autorisées à la transformation doivent être fraîches et provenir de l'Union européenne, c'est-à-dire que les animaux doivent être nés, élevés et abattus dans l'UE. Chaque pièce doit peser au minimum 8,5 kg à l'état frais.

## Transformation

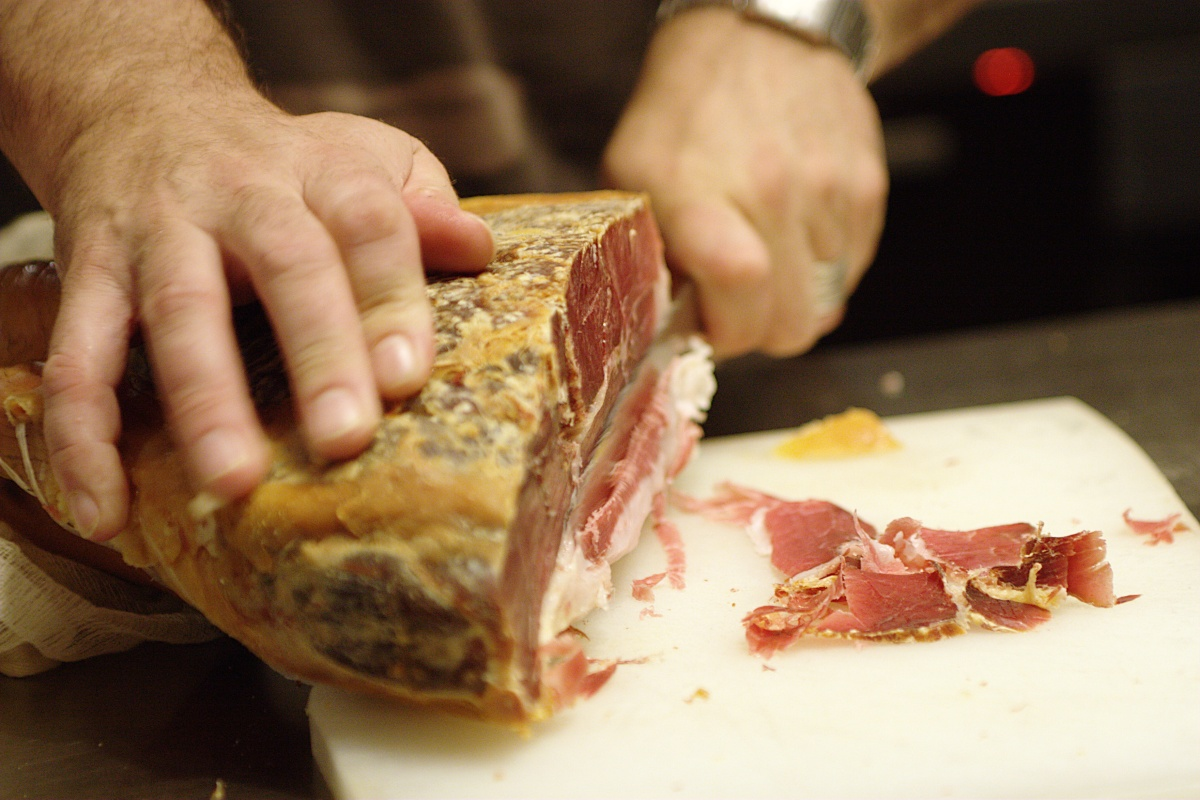
Jambon de l'Ardèche

La fabrication du Jambon de l'Ardèche se décompose en plusieurs étapes : la préparation, le pannage et le séchage (une étape de fumage peut éventuellement avoir lieu). Afin de respecter l'IGP, il faut que toutes les étapes depuis la réception de la pièce de viande fraîche jusqu'à l'emballage du produit fini soient réalisées dans la zone couverte par l'IGP.

### Préparation

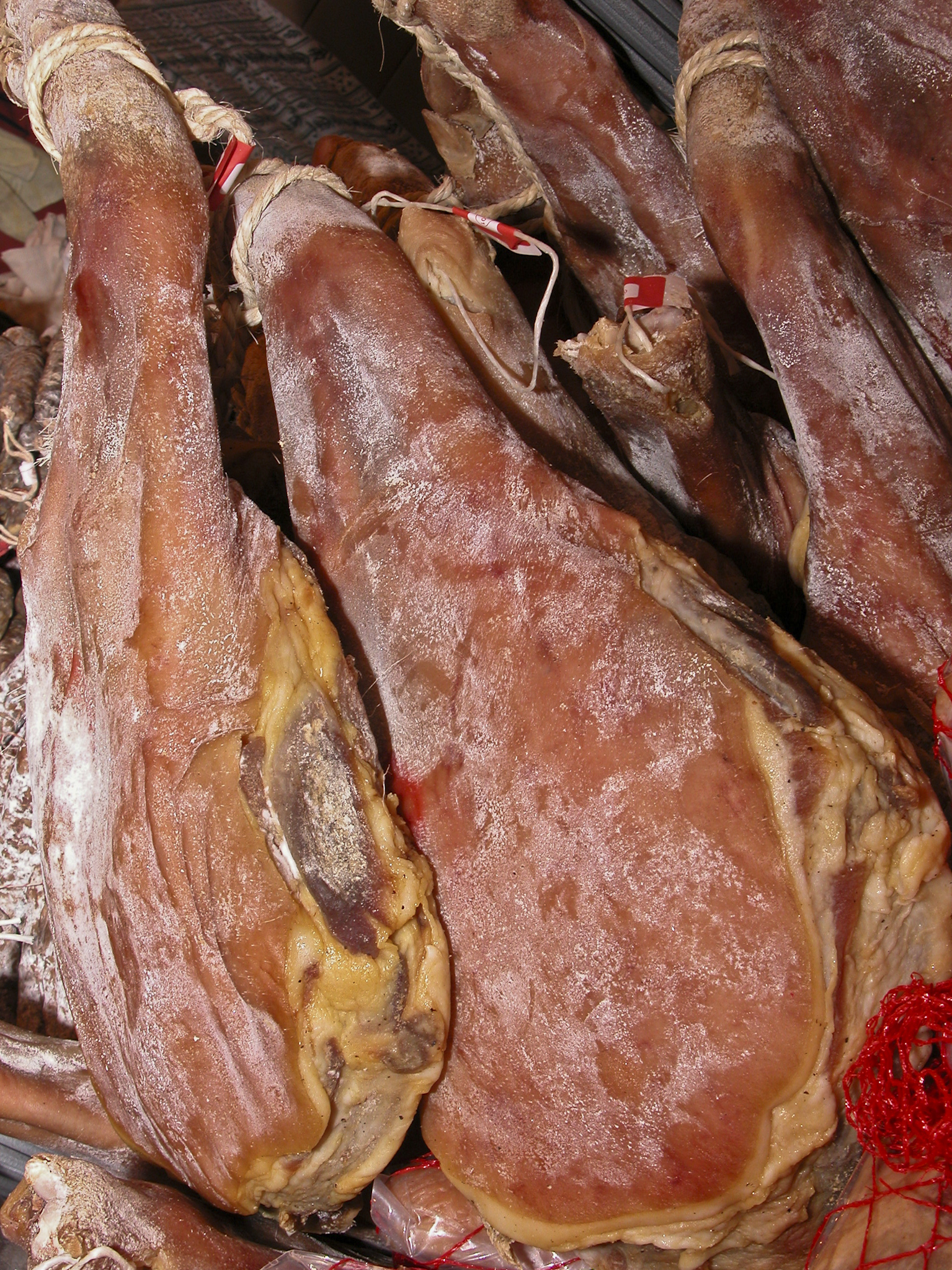
Jambons de l'Ardèche

Une fois les jambons reçus de l'abattoir, la transformation peut commencer. Dans un premier temps les cuisses sont découpées et parées en arrondi. Ensuite elles sont frottés à la main avec un mélange de sel, de salpêtre, de poivre et d'épices.

### Pannage
Ensuite, le pannage consiste à recouvrir la face maigre découverte du jambon avec de la panne. Cette panne doit être composée de saindoux, d'épice et de farine de châtaigne de l'Ardèche.

### Séchage et affinage
Pour respecter le cahier des charges, le séchage doit durer au minimum 7 mois et le poids minimal du jambon sec doit être de 6 kg. L'affinage augmente les qualités gustatives, pour cette raison, le séchage peut être étendu à 9 mois ou 12 mois en respectant des conditions strictes sur le poids après affinage.
| Âge du jambon (mois) | Poids du jambon sec (kg) |
| -------------------- | ------------------------ |
| 7                    | ≥ 6                      |
| 9                    | ≥ 6,7                    |
| 12                   | ≥ 7,3                    |

### Fumage

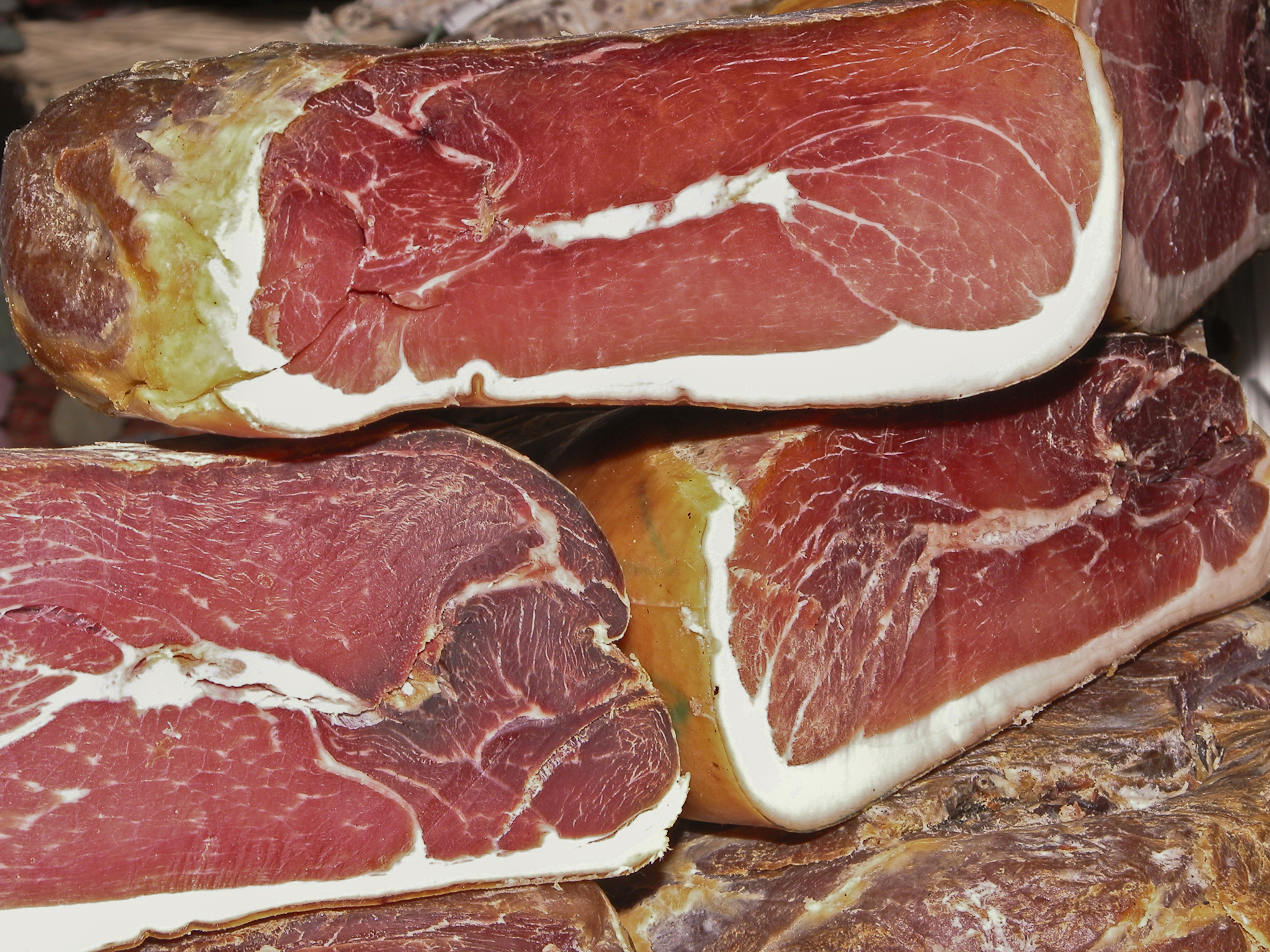
Jambons fumés de l'Ardèche

L'étape du fumage, qui ne peut être réalisée qu'après le séchage du jambon n'est pas imposé par le cahier des charges. Toutefois, lorsqu'elle a lieu, le fumage doit être léger et exécuté uniquement à l'aide de bois de châtaignier. Ainsi le jambon peut comporter la mention « fumé à sec au bois de châtaignier. »

## Commercialisation
Le jambon Jambon de l'Ardèche peut être présenté avec ou sans os. Avec os, il peut être commercialisé nu ou dans un sac de toile (singalette). Désossé, il peut être vendu entier, en demi, en quart ou encore en tranches.
En 2010, près de 280 tonnes de cette salaison ont été commercialisées par les 2 principaux acteurs du marché : Guèze à Vernoux-en-Vivarais et Teyssier à Saint-Agrève.

## Dégustation
Le jambon Jambon de l'Ardèche a une texture souple, son maigre est rouge, tandis que son gras de couverture est blanc. Il a un goût prononcé de viande ainsi qu'une légère saveur de châtaigne.